# Hoffmannia lindenii
Hoffmannia lindenii är en måreväxtart som först beskrevs av Carl Ernst Otto Kuntze, och fick sitt nu gällande namn av Aaron Paul Davis. Hoffmannia lindenii ingår i släktet Hoffmannia och familjen måreväxter. Inga underarter finns listade i Catalogue of Life.